# FC Sens
FC Sens jest francuskim klubem piłkarskim z miasta Sens. Powstał w 1987 roku w wyniku połączenia dwóch drużyn: Stade de Sens oraz L'Alliance Sens.